# Varciopsis
Varciopsis är ett släkte av insekter. Varciopsis ingår i familjen Nogodinidae.
Kladogram enligt Catalogue of Life:
| Varciopsis | \| \| Varciopsis tenguelana \| \| \| \| \| \| Varciopsis trigutta \| \| \| \| \| \| Varciopsis vitripennis \| \| \| \| |
|            | \| \| Varciopsis tenguelana \| \| \| \| \| \| Varciopsis trigutta \| \| \| \| \| \| Varciopsis vitripennis \| \| \| \| |
|            | Varciopsis tenguelana                                                                                                  |
|            | |
|            | Varciopsis trigutta |
|            | |
|            | Varciopsis vitripennis                                                                                                 |
|            | |